# Panterpe insignis
Panterpe insignis е вид птица от семейство Колиброви (Trochilidae), единствен представител на род Panterpe.

## Разпространение
Видът е разпространен в Коста Рика и Панама.